# Agglomeráció

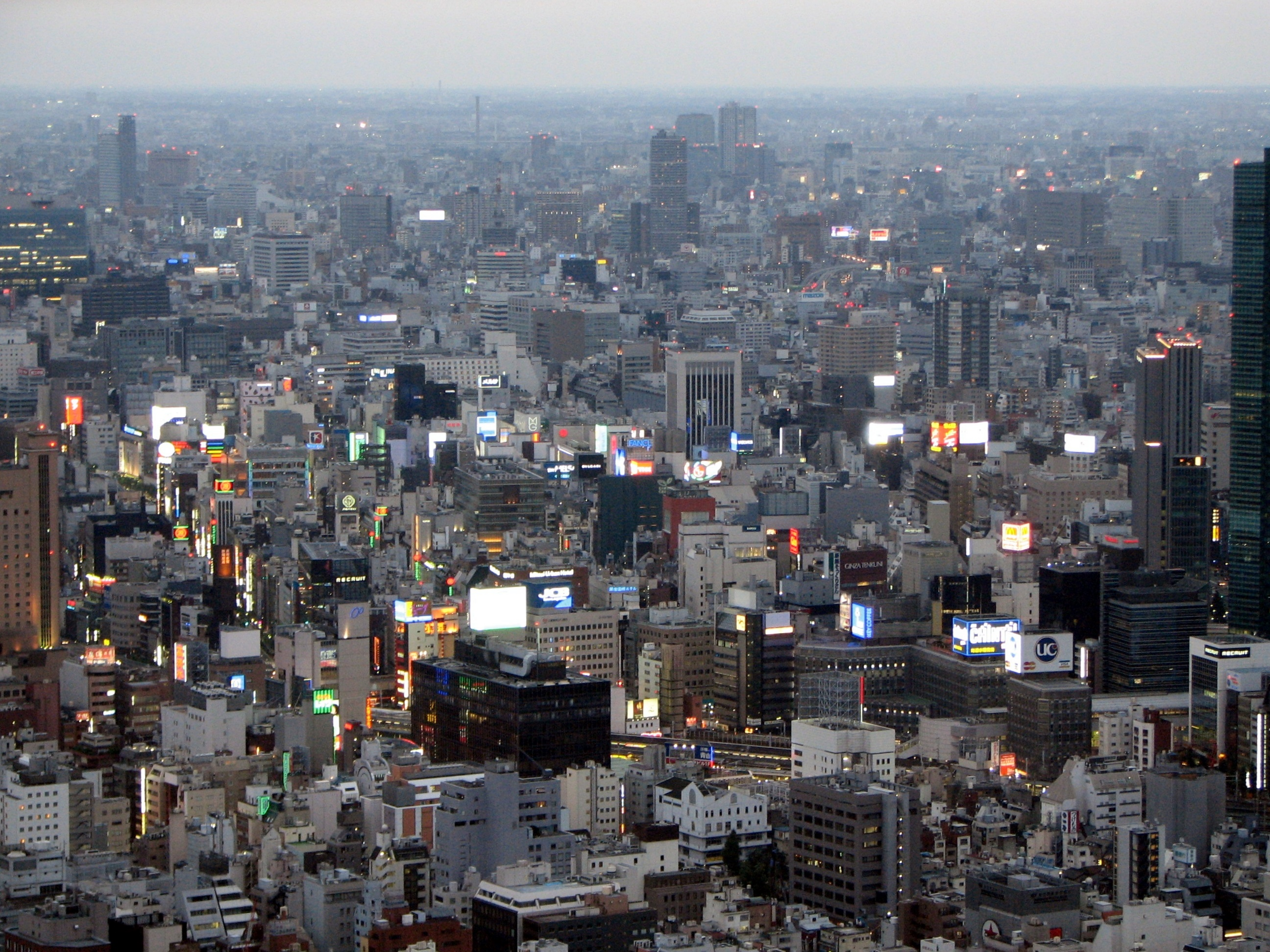
Tokió rendelkezik a világ legnagyobb agglomerációjával, a városban és szűkebb vonzáskörzetében mintegy 35 millióan élnek

Az agglomeráció olyan egy- vagy többközpontú urbanizált településrendszer, amelyben a központot és a közvetlen vonzáskörzetébe tartozó településeket szoros kulturális, gazdasági, kommunális és szolgáltatási kapcsolatok jellemzik.

## Kialakulása
Agglomerációról először a 20. század elején beszéltek: az iparosodás révén megindult a városok növekedése: Európában és Amerikában kialakult a városokat körülvevő falvakból és kisvárosokból álló településgyűrű, mely elválaszthatatlan napi kapcsolatba került a nagyvárosokkal.
Ténylegesen azonban sokkal korábban, a középkor végén a falakkal körülvett városok mentén kezdődött az elővárosiasodás. A Szuburbia (sub – valami alatt urbis – város szavak összetételéből) a városfalak látványos lebontásával vált a városok részévé, majd néhány száz évvel később a városok egyre intenzívebb növekedésével egyre kijjebb jöttek létre elővárosi települések.

## Szerepe
Az agglomeráció túl azon, hogy felszippantja a városba érkező, ott munkát kereső tömegek egy részét, magába olvaszthatja azokat a létesítményeket is, melyeket a városban – anyagi vagy várospolitikai okokból – nincs lehetőség létrehozni. Az agglomerációba költözhetnek például ipari üzemek, raktárak, vágóhidak, de ugyanebben a gyűrűben jöhet létre a városlakók pihenőövezete, hétvégi házakból álló településrésze is.
Az agglomeráció lakói a városba jártak dolgozni, vásárolni, szórakozni – azaz életük java részét a városban töltik. A kapcsolat olyannyira szoros, hogy csupán idő – és politikai akarat – kérdése, hogy mikor válik a város és agglomerációja egy közös várossá.

## Típusai
Ha nem is mindenütt, de Európában jellemzőbb volt, hogy az elővárosi települések nagyvárosba tagozódása a közigazgatásba való integrálódást is jelentette. Példa lehet erre a hitleri Németország, vagy éppen az 1950. január 1-jén létrejött Nagy-Budapest. Az Egyesült Államokban jellemzőbb volt, hogy meghagyták az elővárosok önállóságát, nem vonták a központi igazgatás alá őket.
A városok népességadatainak megadásakor jellegzetes, hogy elővárosokkal együtt és anélkül is közölnek számokat. Ez azonban csak azoknál a városoknál lehetséges, ahol közigazgatásilag némi önállóságot élveznek az elővárosok. Ilyen lehet például Párizs és környéke, de tipikusan nem ilyen a budapesti agglomeráció.